# Kolumna Vendôme

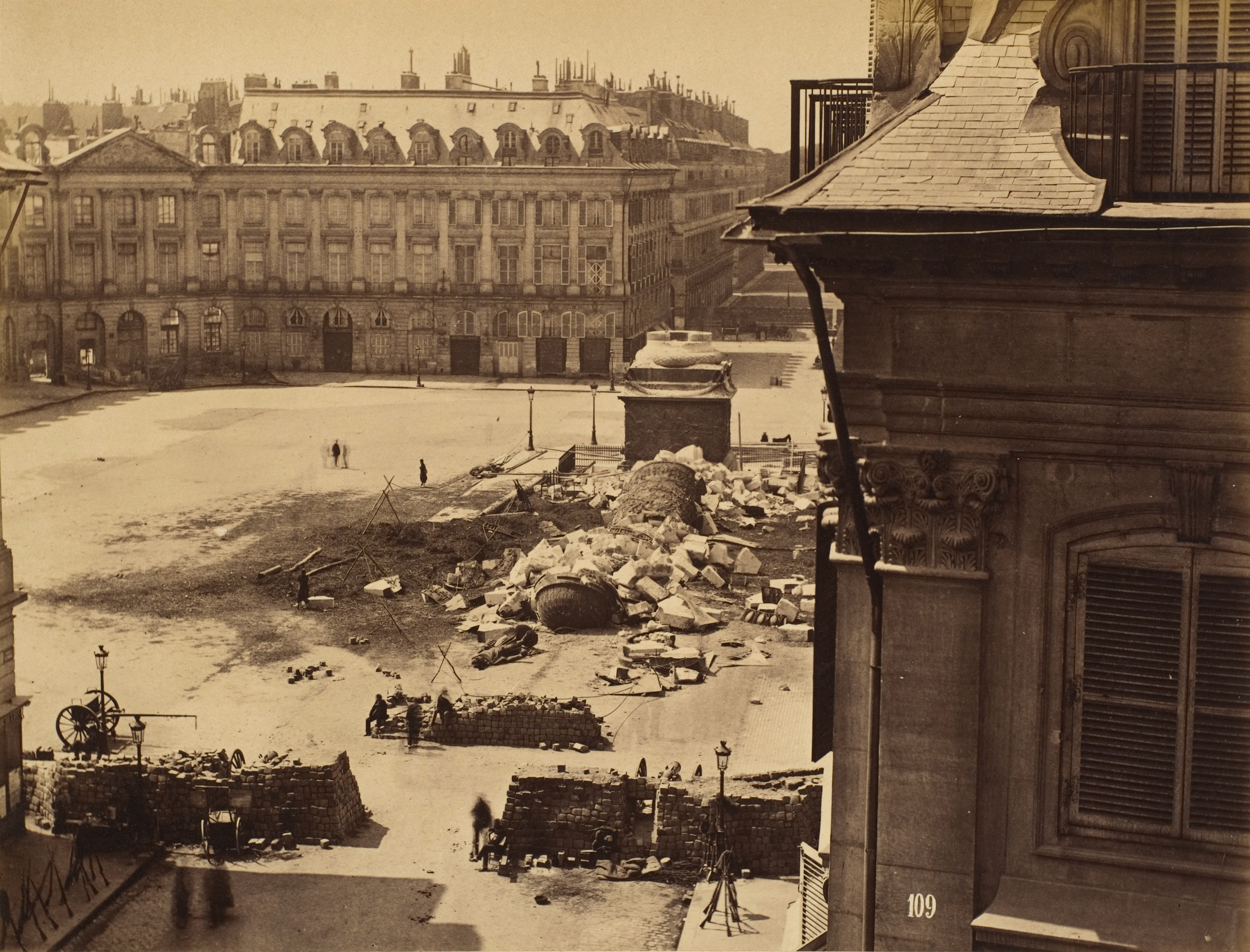
Obalenie Kolumny 16 maja 1871 w czasie Komuny Paryskiej

Kolumna Vendôme (oficjalnie Kolumna Wielkiej Armii) – pomnik w formie kolumny wzniesiony na Place Vendôme w Paryżu, w 1 dzielnicy.

## Historia
Inspiracją dla kolumny była antyczna Kolumna Trajana oraz kilka pomników zaprojektowanych i nigdy nie zrealizowanych w czasach Wielkiej Rewolucji Francuskiej, przede wszystkim Kolumna Narodowa, pod którą na Place Vendôme położono w 1800 kamień węgielny. Trzy lata później Napoleon Bonaparte wrócił do projektu, lecz zamiast poświęcić ją chwale narodu, miała głosić sławę samego Pierwszego Konsula. Ostatecznie prace nad obeliskiem trwały od 1805 do 1810, rozważano również kilka koncepcji nazwy. 
W 1814 posąg Napoleona Bonapartego został zdjęty z kolumny przez wojska VI koalicji antyfrancuskiej i zastąpiony sztandarem Burbonów. Metal z pomnika został wykorzystany do wykonania pomnika konnego Henryka IV na Île de la Cité. Odbudowano go w czasie monarchii lipcowej, autorem nowej trzyipółmetrowej rzeźby został Charles Émile Seurre. W czasie II Cesarstwa rzeźba ta, jako że była w kiepskim stanie, została zabrana z pomnika i zastąpiona prawie identyczną kopią. 

W 1871 w czasie Komuny Paryskiej Rada Komuny zdecydowała o usunięciu kolumny jako: 

symbolu brutalnej siły i fałszywej chwały, afirmacji militaryzmu, negacji prawa międzynarodowego, permanentnej obelgi zwycięzców w stronę zwyciężonych, ataku na 1 z 3 zasad Republiki: braterstwa.

 16 maja 1871 kolumna, ku radości zgromadzonych tłumów, została obalona. 
Dwa lata później, już po zdławieniu Komuny i w czasie prezydentury marszałka Mac-Mahona, kolumna została odbudowana.

## Opis architektoniczny
Kolumna w całości odlana jest z brązu, jedynie do budowy bazy wykorzystano porfir. Wznosi się na wysokość 44 metrów, mając 3 metry w obwodzie. Jej elementy dekoracyjne (hełm, płaskorzeźby) według oficjalnej wersji odlano ze zdobytych na Rosjanach i Austriakach armat w bitwie pod Austerlitz w liczbie 1200. Specjaliści oceniają jednak prawdziwą liczbę wykorzystanych dział na jedynie 130. Bitwie tej poświęcone są ułożone spiralnie płaskorzeźby na kolumnie. Wykonał je zespół rzeźbiarzy pod kierunkiem Pierre’a-Nolasque Bergereta, w skład którego wchodzili Jean-Joseph Foucou, Louis-Simon Boizot, François Joseph Bosio, Lorenzo Bartolini, Claude Ramey, François Rude, Charles-Louis Corbet, Clodion i Henri-Joseph Rutxhiel. Kolumna posiada wewnętrzne schody, które pozwalają na wejście na zwieńczającą ją platformę. W czasach II Cesarstwa umieszczono tam posąg cesarza Napoleona I. 
Inskrypcja na głównej tablicy pamiątkowej głosi:
| NEAPOLIO IMP AVG MONVMENTVM BELLI GERMANICI ANNO MDCCCV TRIMESTRI SPATIO DVCTV SVO PROFLIGATI EX AERE CAPTO GLORIAE EXERCITVS MAXIMI DICAVIT |

co oznacza: Cesarz Napoleon poświęcił chwale Wielkiej Armii tę kolumnę, pomnik wzniesiony z dział zdobytych na przeciwniku w wojnie z Niemcami w 1805, która to wojna, pod jego dowództwem, skończyła się w trzy miesiące.